# Por-Baschyn
Por-Baschyn (russisch Пор-Бажын) ist ein nahezu rechteckiges Ruinengelände auf einer Insel im 1300 m hoch gelegenen See Tere-Chol im Koschuun (Rajon) Tere-Cholski in der Republik Tuwa im Föderationskreis Sibirien im asiatischen Teil Russlands, etwa 40 km von der Grenze zur Mongolei entfernt. Es wird dem Uigurischen Kaganat zugeordnet und auf das achte nachchristliche Jahrhundert datiert.

## Bedeutung

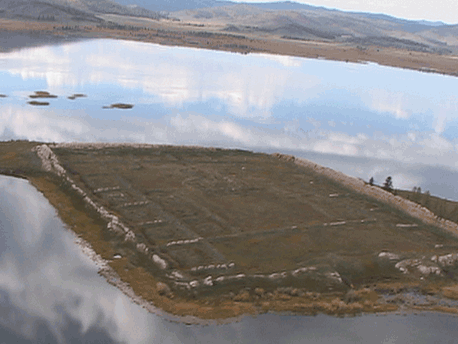
Por-Baschyn

Es wird vermutet, dass die Anlage als manichäisches Kloster errichtet wurde. Im Jahr 2020 wurde mittels Radiokarbondatierung von Holzfundstücken das Jahr 777 als Baujahr bestimmt. Zu dieser Zeit herrschte Tengri Bögü Khan im Reich der Uiguren.

## Anlage

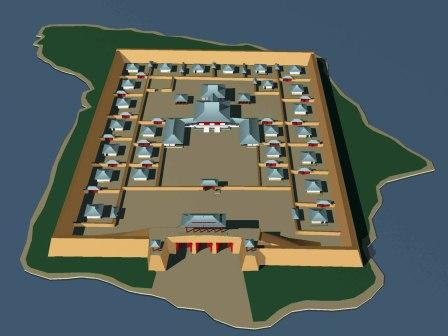
Rekonstruktion (2008)

Die 215 × 162 m große Anlage mit labyrinthartiger innerer Mauerstruktur bedeckt fast die gesamte Fläche der Insel, auf der sie liegt. Sie ragt noch bis zu 12 m Höhe auf. Die Außenmauern sind über 10 m dick. Die Gebäude waren aus Lehmziegeln errichtet.